# Ayo Simon Okosun
Ayo Simon Okosun (Copenaghen, 21 luglio 1993) è un calciatore danese, centrocampista del Vendsyssel.

## Biografia
Nato a Copenaghen, è figlio di padre nigeriano e madre tedesca, grazie alla quale è in possesso del passaporto del Paese teutonico.

## Caratteristiche tecniche
Centrocampista dal fisico imponente, per movenze e caratteristiche è stato paragonato a Patrick Vieira.

## Carriera
Cresciuto nel settore giovanile dell'AB, il 14 novembre 2014, dopo essere rimasto senza squadra viene tesserato dal Grosseto. Svincolatosi in seguito al fallimento del club toscano, il 17 luglio 2015 firma un triennale con il Vendsyssel. Dopo aver disputato due buone stagioni nella seconda serie danese, l'8 luglio 2017 viene acquistato dall'Horsens, legandosi ai gialli fino al 2020. In seguito ad un ottimo campionato, dove si è imposto come leader nei contrasti effettuati, passa per 400.000 euro al Midtjylland, con cui firma un quinquennale. Il 24 agosto 2019 viene ceduto in prestito all'Horsens.
Il 5 ottobre 2020 viene acquistato dall'Odense, con cui firma un quadriennale.

## Statistiche

### Presenze e reti nei club
Statistiche aggiornate al 26 febbraio 2021.
| Stagione           | Squadra            | Campionato         | Campionato | Campionato | Coppe nazionali | Coppe nazionali | Coppe nazionali | Coppe continentali | Coppe continentali | Coppe continentali | Altre coppe | Altre coppe | Altre coppe | Totale | Totale |
| Stagione           | Squadra            | Comp               | Pres       | Reti       | Comp            | Pres            | Reti            | Comp               | Pres               | Reti               | Comp        | Pres        | Reti        | Pres   | Reti   |
| ------------------ | ------------------ | ------------------ | ---------- | ---------- | --------------- | --------------- | --------------- | ------------------ | ------------------ | ------------------ | ----------- | ----------- | ----------- | ------ | ------ |
| 2011-2012          | AB                 | 1.D                | 7          | 0          | CD              | -               | -               | -                  | -                  | -                  | -           | -           | -           | 7      | 0      |
| 2012-2013          | AB                 | 1.D                | 16         | 0          | CD              | 0               | 0               | -                  | -                  | -                  | -           | -           | -           | 16     | 0      |
| 2013-2014          | AB                 | 1.D                | 21         | 0          | CD              | 0               | 0               | -                  | -                  | -                  | -           | -           | -           | 21     | 0      |
| Totale AB          | Totale AB          | Totale AB          | 44         | 0          |                 | 0               | 0               |                    | -                  | -                  |             | -           | -           | 44     | 0      |
| 2014-2015          | Grosseto           | LP                 | 11         | 0          | CI-LP           | -               | -               | -                  | -                  | -                  | -           | -           | -           | 11     | 0      |
| 2015-2016          | Vendsyssel         | 1.D                | 28         | 6          | CD              | 1               | 0               | -                  | -                  | -                  | -           | -           | -           | 29     | 6      |
| 2016-2017          | Vendsyssel         | 1.D                | 20+2       | 5          | CD              | 4               | 0               | -                  | -                  | -                  | -           | -           | -           | 26     | 5      |
| Totale Vendsyssel  | Totale Vendsyssel  | Totale Vendsyssel  | 48+2       | 11         |                 | 5               | 0               |                    | -                  | -                  |             | -           | -           | 55     | 11     |
| 2017-2018          | Horsens            | SL                 | 33         | 7          | CD              | 1               | 2               | -                  | -                  | -                  | -           | -           | -           | 34     | 9      |
| 2018-2019          | Midtjylland        | SL                 | 9          | 0          | CD              | 1               | 0               | UCL+UEL            | 2+4                | 0+3                | -           | -           | -           | 16     | 3      |
| ago. 2019          | Midtjylland        | SL                 | 5          | 1          | CD              | 0               | 0               | UEL                | 0                  | 0                  | -           | -           | -           | 5      | 1      |
| Totale Midtjylland | Totale Midtjylland | Totale Midtjylland | 14         | 1          |                 | 1               | 0               |                    | 6                  | 3                  |             | -           | -           | 21     | 4      |
| ago. 2019-2020     | Horsens            | SL                 | 23+2       | 3+1        | CD              | 4               | 2               | -                  | -                  | -                  | -           | -           | -           | 29     | 6      |
| Totale Horsens     | Totale Horsens     | Totale Horsens     | 56+2       | 10+1       |                 | 5               | 4               |                    | -                  | -                  |             | -           | -           | 63     | 15     |
| 2020-2021          | Odense             | SL                 | 13         | 1          | CD              | 4               | 0               | -                  | -                  | -                  | -           | -           | -           | 17     | 1      |
| Totale carriera    | Totale carriera    | Totale carriera    | 186+4      | 23+1       |                 | 15              | 4               |                    | 6                  | 3                  |             | -           | -           | 211    | 31     |

## Palmarès

### Club

#### Competizioni nazionali
- Coppa di Danimarca: 1

Midtjylland: 2018-2019